# Cirkus (bok)
Cirkus är en roman av den skotska författaren Alistair MacLean. Den publicerades första gången 1975.

## Handling
Boken handlar om den fantastiska cirkusartisten Bruno Wilderman, som kan läsa tankar och har ett fotografiskt minne. Han får göra ett uppdrag åt FBI. Bruno är en ganska reserverad och inåtvänd människa, efter att ha förlorat sin fru, som mördades av mannen de skulle göra angrepp emot. Men under arbetet så träffar han kärleken Maria. Från början ska Maria och Bruno låtsas vara tillsammans, men det förvandlas till en förälskelse. Paret bestämmer sig för ett giftermål när Bruno har genomgått sitt stora steg. Han skulle ta sig in i fängelset Lubylan, stänga av alla kablar och få ut sin familj. Allting går utmärkt, ända tills de upptäcker att en av männen i deras närhet har svikit dem, han stod på motståndarnas sida. Under kuppen hinner tre personer avlida. Den första blir mördad utan att man får reda på hur. Den andra blir antagligen kastad överbord från den stora färjan, och den tredje avlider när han upptäcker några personer på deras båt som avlyssnade dem.